# Instituto Tecnológico y de Estudios Superiores de Monterrey

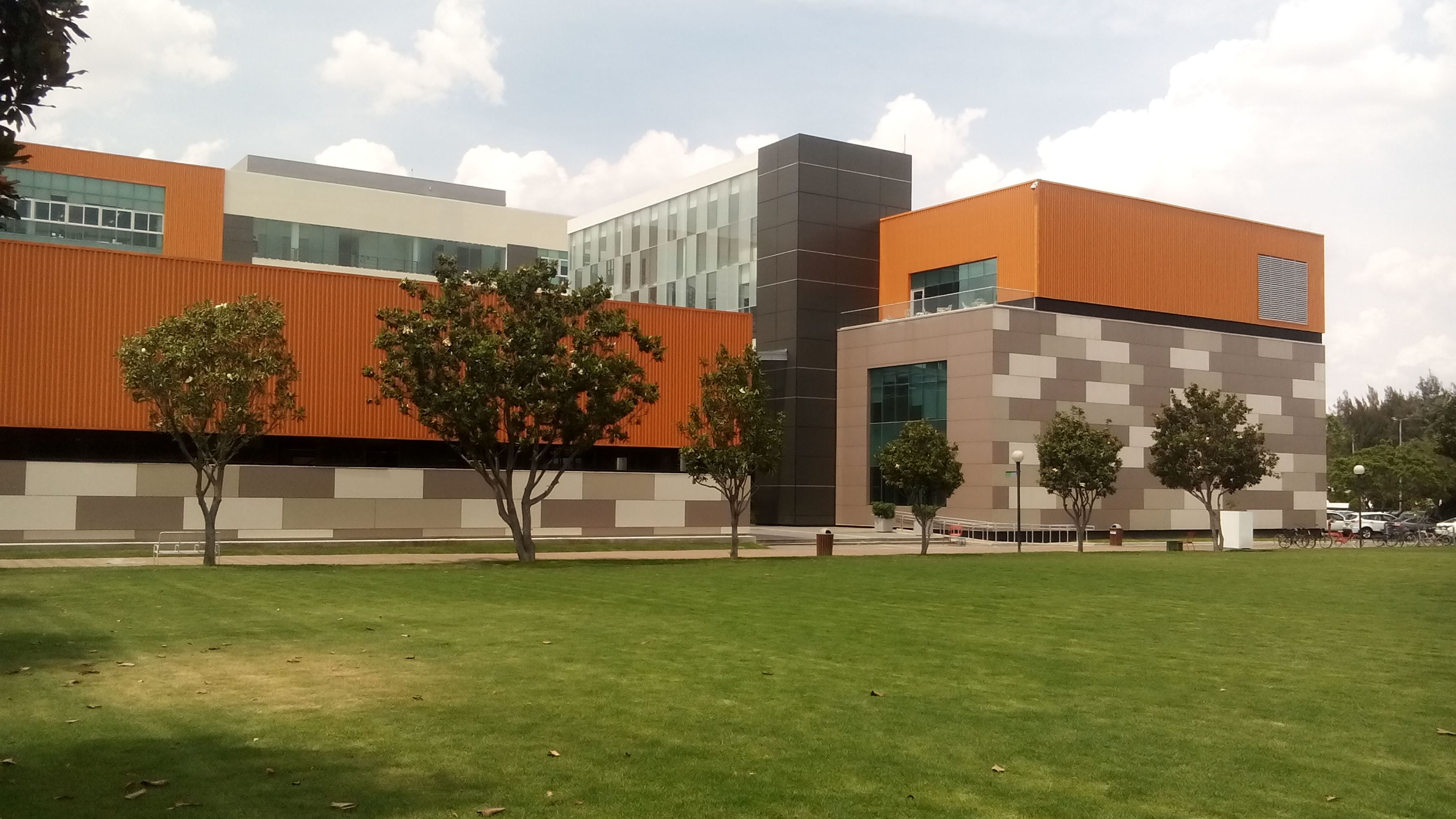
ITESM campus Guadalajara

El Instituto Tecnológico y de Estudios Superiores de Monterrey (ITESM) —coloquialmente conocido como el «Tecnológico de Monterrey» o el «Tec de Monterrey»— es una universidad privada mexicana con su sede principal en Monterrey, Nuevo León.
Fundada en 1943 por Eugenio Garza Sada, egresado del MIT, la universidad siempre ha tenido estrechos vínculos con la élite empresarial mexicana; en el 2019, fue listada como la decimoquinta universidad del mundo con el mayor número de egresadas y egresados multimillonarios (billionaires) según el Times Higher Education y la única universidad de América Latina que aparece en el ranking.
Se caracteriza por tener una presencia activa tanto en las áreas de negocio como de innovación tecnológica por parte de sus ingenierías. Tiene una de las mejores escuelas de negocios en México y fue la universidad mejor posicionada del país en el año 2020. Además, es una de las 45 universidades en el mundo nombradas con 5 QS Stars.
Se destaca por ser la universidad privada con más patentes registradas en todo el país, gracias a su investigación destinada principalmente a biotecnología, salud, sector automotor, alimentos e industria manufacturera.
Fue el primer instituto de educación superior de Iberoamérica en conectarse a la red de BITNET en 1986 y la primera a la red de internet en 1989, además de haber creado el organismo NIC México, encargado de las primeras gestiones de conexión a internet en el país y de la administración y creación de los subdominios (o códigos territoriales) MX; es uno de los pioneros principales de las tecnologías de la información y la comunicación actuales en Iberoamérica y en México.

## Historia

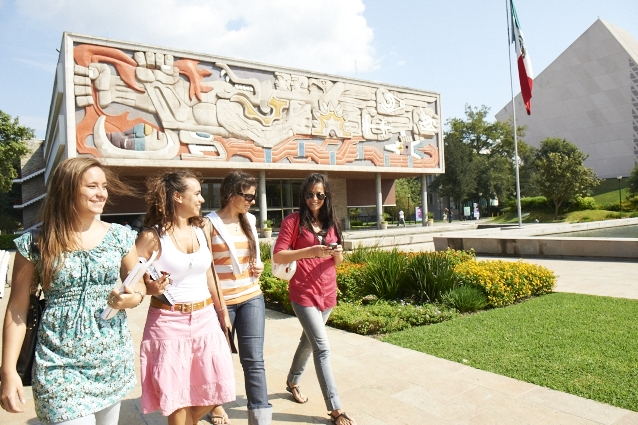
Edificio de rectoría, en el Campus Monterrey.

En 1943, por iniciativa del empresario Eugenio Garza Sada, se constituyó una sociedad civil sin fines de lucro. Esta sociedad civil, Enseñanza e Investigación Superior, A.C. (EISAC), fue conformada por empresarios, banqueros e industriales regiomontanos, entre los que se encuentran Eugenio Garza Sada, Roberto Garza Sada, Virgilio Garza, Aurelio González Henry y Roberto Garza Sada Jr., entre otros. Esta asociación civil es la que auspicia al Instituto Tecnológico y de Estudios Superiores de Monterrey (ITESM), el cual fue fundado el 6 de septiembre de 1943. Con sede original en Monterrey, Nuevo León, México; esta universidad se ha manejado para crecer a lo largo del territorio mexicano incluyendo más de 30 campus nacionales, 4 escuelas especializadas y 13 sedes internacionales. La idea del Tecnológico de Monterrey era ser un modelo similar al Instituto de tecnología de Massachusetts MIT, debido a que el empresario Eugenio Garza Sada había estudiado en esa institución y decidió nombrarlo de manera similar. Varios industriales y empresarios de Monterrey apoyaron económicamente a la institución, entre ellas: CEMEX, HYLSA, FEMSA, Cervecería Cuahutémoc Moctezuma y Vitro. 
El 17 de julio de 1950, el presidente Miguel Alemán Valdés inauguró el Estadio Tecnológico. El 7 de diciembre de ese mismo año, el Tecnológico de Monterrey dio un paso importante en su proyección internacional cuando sus estudios fueron acreditados por la Southern Association of Colleges and Schools (SACS) de los Estados Unidos y desde entonces ha ido creciendo con el rendimiento esperado de una universidad estadounidense.[cita requerida]
En 1959, el Tecnológico de Monterrey fue seleccionado por la Administración de Cooperación Internacional (ICA), dependencia del Gobierno federal de los Estados Unidos, como centro de educación para sus alumnos hispanohablantes becados.[cita requerida]
En 1971, el deporte en el Tecnológico de Monterrey recibió un gran impulso, con el primer triunfo de los Borregos Salvajes en el Campeonato Nacional de Fútbol Americano convirtiéndose este deporte en uno de los favoritos de los alumnos a nivel institución, siendo uno de los equipos universitarios más populares de fútbol americano junto con la UANL.[cita requerida]

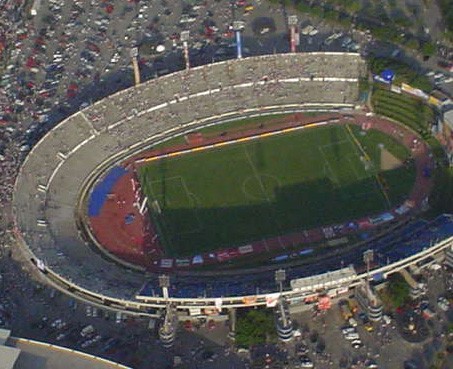
Estadio del ITESM, hoy derruido, debido a un proceso de remodelación del Campus.

En 1975, el Senado Académico acordó suprimir la elaboración de tesis y la presentación del examen profesional como requisitos formales para obtener un título profesional del Tecnológico de Monterrey. A partir de entonces, para obtener su título profesional el alumno únicamente debe cursar y aprobar todas las materias del plan de estudios de su carrera y cumplir con su servicio social. Además de pedir como requisito obligatorio para la titulación el manejo del idioma inglés certificado por el TOEFL ITP exam, con un nivel mínimo de 520 puntos, además de ofrecer muchos más idiomas de los que se destacan el: francés, italiano, alemán, portugués, japonés y chino.
En junio de 1978, el Tecnológico de Monterrey se convirtió en la primera institución educativa en México en otorgar títulos profesionales redactados en femenino a las alumnas que terminaron sus estudios.[cita requerida]
Como preámbulo a los festejos del 50 Aniversario del Tecnológico de Monterrey, en 1992 comenzaron a construirse las Aulas VII, los Centros Estudiantiles, los Centros de Manufactura y los Centros de Estudios para el Desarrollo Sostenible (CEDES), todos de estos están presentes como esenciales en todos los campus que ofrezcan licenciaturas en el país. Las Biblioteca Central del campus Monterrey, en coordinación con el Departamento de Humanidades, organizó la Segunda Feria Internacional del Libro de Monterrey.[cita requerida]

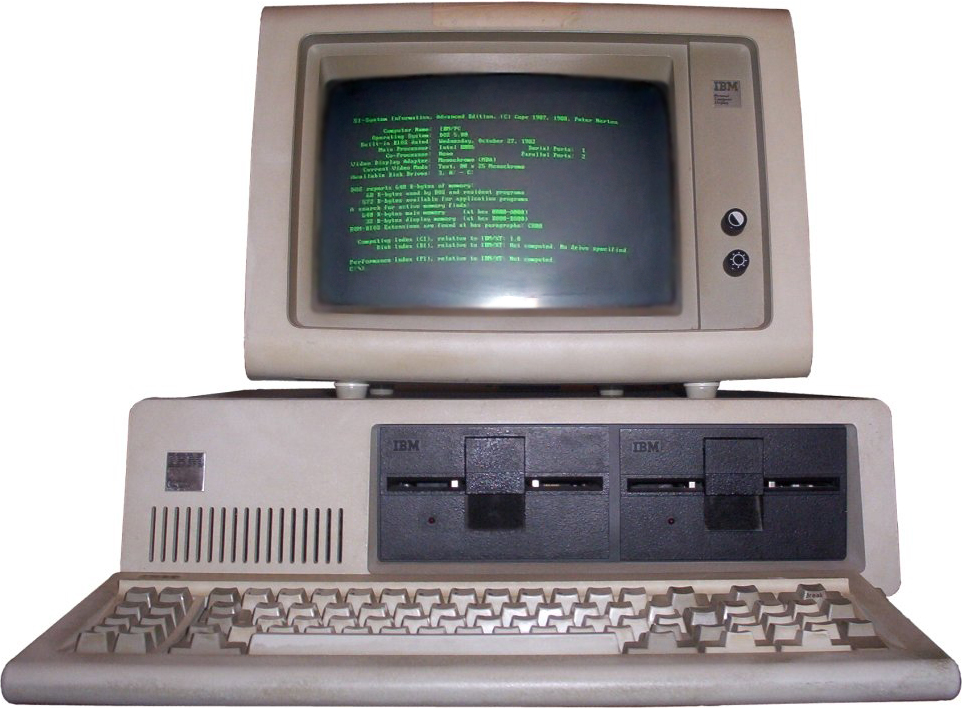
El Tecnológico de Monterrey es responsable de la primera conexión a Internet en México.

En 1997, se creó el Fondo de Apoyo a Posgrado del Tecnológico de Monterrey y Conacyt (FAPPI) para apoyar con financiamiento a los alumnos de posgrado del Instituto inscritos en programas de posgrado incluidos en el Padrón de Excelencia de CONACyT. Este fondo de apoyo incrementó el porcentaje de alumnos de postgrado que logran experiencias internacionales que ya está en la actualidad cerca del 90%. En 1998 se construyó el Centro Cultural Tec y comenzó a instalarse el sistema Intranet en la infraestructura exterior del campus. La revista América Economía certificó al Tecnológico de Monterrey como la mejor escuela de negocios de América Latina. Se instaló el Premio "Alma Mater" para reconocer la ayuda filantrópica de alumnos y exalumnos.[cita requerida]
Para 1999, el Tecnológico de Monterrey fue sede del Foro Económico Mundial, que reúne a más de 60 líderes de todos los países. Inició la Cátedra Alfonso Reyes Ochoa, para acercar a los alumnos a las humanidades a través del conocimiento de los principales pensadores del siglo y desde ese año el Tecnológico de Monterrey se dedica a ser activo en organización de eventos de liderazgo y emprendimiento, siendo colaborador hermano de eventos simultáneamente apoyados por el Babson College y la Universidad de Stanford. Ese año entró al aire la Frecuencia TEC en el 94.9 de la banda de FM.
En 2008, el Departamento de Derecho del Tecnológico de Monterrey, Campus Monterrey, se convirtió en la primera escuela de derecho en obtener la certificación CONFEDE y en el mes de enero se inauguró el Centro Médico Zambrano Hellion; el nuevo Centro Hospitalario busca transformar la práctica de la medicina privada en México y el desarrollo de los avances médicos privados.[cita requerida]

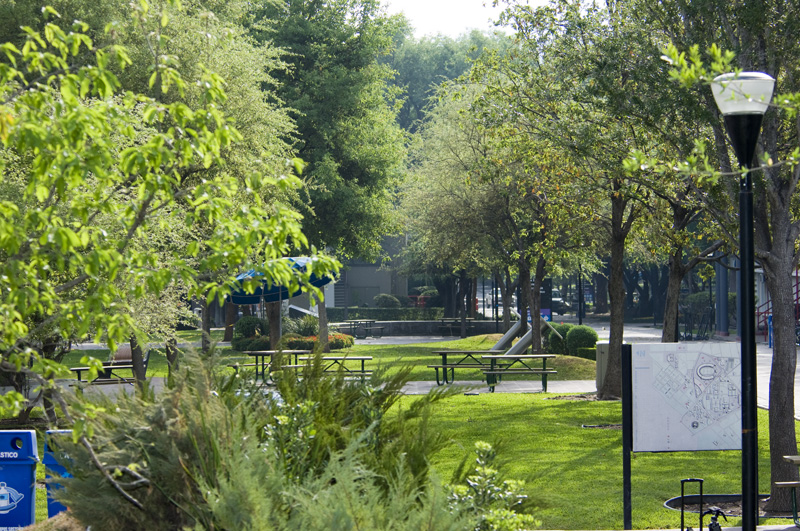
Campus sustentable

El Tecnológico de Monterrey inicia una transformación para crear un cambio de cultura y enfoque basado en procesos en su dinámica educativa. En 2013 fue dado a conocer el nuevo Modelo Educativo Tec21 que «permitirá desarrollar en las nuevas generaciones las competencias para los líderes del siglo XXI. El Modelo se basa en experiencias innovadoras y retadoras, espacios para el aprendizaje activo, y profesores inspiradores e innovadores». Además, buscar proporcionar una formación integral a través de la potencialización de sus habilidades.
El Modelo Educativo Tec21 está compuesto por cuatro elementos principales:
- Aprendizaje basado en retos: involucra activamente al estudiante cuya capacidad lo llevará a la implementación de una solución en una situación real. Lo anterior se lleva a cabo en la división profesional a través de la Semana i y Semestre i.[22]
- Flexibilidad: le otorga al alumno la facultad de elegir la manera y el lugar en el que se llevará a cabo su aprendizaje. Un ejemplo claro de esto son los nuevos cursos FIT (flexibles, interactivos y con tecnología).[22]
- Profesores inspiradores: se mantienen actualizados e incorpora la tecnología en sus métodos de enseñanza.
- Vivencia memorable: contribuye al desarrollo de competencias transversales y disciplinares. Asimismo, invita al estudiante a participar en actividades que promuevan su espíritu emprendedor.[22]

En 2014, se inició un movimiento de cambio en las maneras que la universidad maneja su identidad de manera pública diferenciando por primera vez entre un Logotipo informal y un Escudo Oficial como muchas universidades grandes en el mundo como la Universidad de Harvard o la Universidad de Oxford, a lo que dio puerta abierta una discusión fuerte de parte de los estudiantes e incluso de no estudiantes por disgusto a estas decisiones.

## Innovación
En el 2001, se inauguró el edificio de la Escuela de Graduados en Administración y Dirección de Empresas (EGADE). En el 2014, se posicionó como la tercera mejor escuela de negocios de México. Ha establecido alianzas con las universidades más importantes de negocios del mundo, tales como la: Universidad de Cambridge, Universidad Yale, Universidad de California en Berkeley, Universidad Stanford, Escuela de economía de Londres, Universidad de Nueva York o Universidad de Columbia Británica. para potenciar sus programas de intercambio académico.
En 1950 recibió reconocimiento de la Southern Association of Colleges and Schools, de Estados Unidos (SACS); y actualmente el Tecnológico de Monterrey figura en rankings mundiales.
En 1977 se informó de la apertura de la primera Escuela de Medicina del TEC, siendo que actualmente cuentan con un sistema conocido como TecSalud, a través del cual se ofrecen programas formativos para profesionales y se impulsa la práctica médica privada y la investigación.
- 145,678 alumnos-persona inscritos en programas de educación continua y desarrollo empresarial:
- En Círculo Tec: 4038
- En programas empresariales exclusivos: 29,940
- En programas corporativos: 109,273
- 31,114 alumnos-persona en programas de educación para el desarrollo:
- Programas de educación continua para líderes sociales: 12,462
- Centro Virtual de Aprendizaje: 18,652

## Acreditaciones

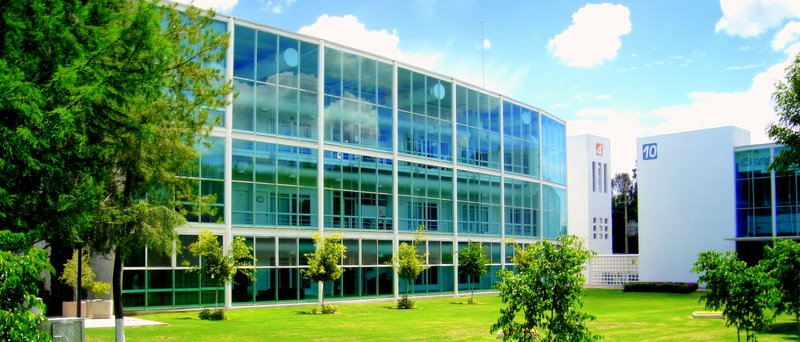
Tecnológico de Monterrey, Campus Querétaro.

El Tecnológico de Monterrey está acreditado por las siguientes instancias:

### A nivel nacional
- CONAHCYT (Consejo Nacional de Humanidades ciencias y Tecnologías)
- CONAECQ (Consejo Nacional de Enseñanza y Ejercicio Profesional de las Ciencias Químicas, A.C.)
- CONAIC (Consejo Nacional de Acreditación en Informática y Computación)
- SEP (Secretaría de Educación Pública)

### A nivel internacional
- AACSB (Association to Advance Collegiate Schools of Business)
- ABET (Accreditation Board for Engineering and Technology).
- BALAS (Business Association for Latin American Studies)
- CLAEP (Consejo Latinoamericano de Acreditación de la Educación en Periodismo)
- EFMD (European Foundation for Management Development)
- EQUIS (The European Quality Improvement System)
- IFT (Institute of Food Technologists)[cita requerida]

## Oferta educativa

### PrepaTec
Ranking y acreditaciones, de acuerdo con QUACQUARELLI SYMONDS UNIVERSITY RANKINGS, que realiza los rankings de mayor reconocimiento en el mundo.
Modelo Tec 21; El modelo educativo Tec 21 potencializa características como la creatividad y el liderazgo por medio del desarrollo de tres importantes áreas:
Formación: liderazgo, espíritu emprendedor, sentido humano, internacionalización y calidad académica.
Programas: Prepa Tec Bicultural (PBB), Prepa Tec Multicultural (PTM) y Prepa Tec Internacional (PBI).
Vivencia: Plan de estudios, medios, espacios físicos, actividades formativas, asuntos estudiantiles, profesiones y tutorías.
Fomenta conocimientos para la vida, con pensamiento crítico, aprendizaje autónomo, autoconocimiento, uso de herramientas tecnológicas, comunicación efectiva, autogestión, resiliencia y toma de decisiones.
Internacionalización
El aprendizaje no tiene fronteras porque te da la oportunidad de aprender de manera global a través de experiencias internacionales.
Egresados
El 45% de los alumnos que presentan el examen Ceneval obtienen un dictamen de sobresaliente o satisfactorio. Además, 3 de cada 10 egresan con un dominio del idioma inglés superior al solicitado en los Estados Unidos a estudiantes extranjeros.
Además, los alumnos tienen la oportunidad de estudiar el International Baccalaureate o Bachillerato Internacional (PBI) que fue desarrollado en Ginebra, Suiza, por la Organización del Bachillerato Internacional. Es un programa de alto rendimiento académico y que cuenta con el beneficio de acreditación al momento de aplicar en la convocatoria de universidades que piden exclusivamente planes de estudio de ese país o esa zona (Unión Europea) tales como Inglaterra, Escocia, Irlanda o algunas universidades de Alemania. Asimismo, los alumnos del programa BI tienen oportunidad de acreditar materias de carreras profesionales en el TEC y en otras universidades de México y del extranjero sí cumplen con cierto puntaje al finalizar el diploma Bachillerato Internacional.

#### Carreras profesionales
El Tecnológico de Monterrey cuenta con 60 carreras profesionales, en diversas áreas:
- Ambiente Construido
- Ciencias Sociales y Gobierno
- Estudios Creativos
- Ingeniería y Ciencias
- Negocios
- Salud

También cuenta con 36 carreras profesionales en su modalidad internacional que son equivalente a un certificado internacional que no requieren apostillado para poder tener un equivalente de estudios para la entrada a programas de Maestría o Doctorado en países extranjeros que suelen tener criterios de inscripción más rigurosos, tales como los de la Unión Europea o Norteamérica (Canadá y México). También existen múltiples carreras que ofrecen la disponibilidad de cursar un número de semestres en alguna universidad extranjero y recibir Títulos de Equivalencia de la misma carrera a nombre de la universidad extranjera, tales universidades de renombre como el Babson College o la Universidad de Montpellier.

### Posgrado
El Tecnológico de Monterrey ofrece diversos programas de posgrado:
- 41 programas de maestría[2]
- 12 programas de doctorado[2]
- 16 programas de especialidades médicas

Además de ofrecer la modalidad en línea con equivalencia presencial y la modalidad ejecutiva, excluyendo de estos programas las escuelas especiales de graduados para posgrados, tales como la EGADE o la EGIM.

## Desarrollo tecnológico

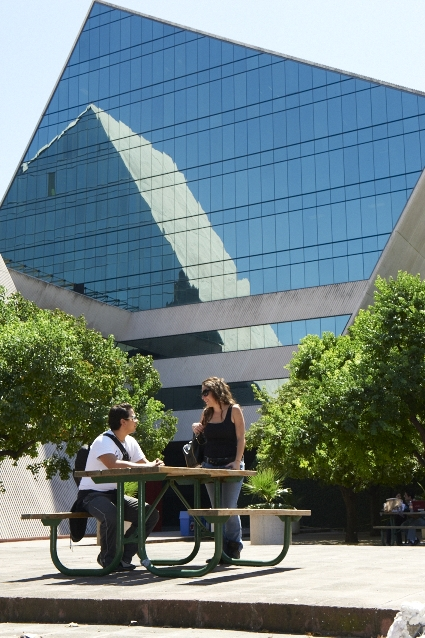
Centro de Tecnología Avanzada para la Producción (CETEC)

En 1989, la universidad se convierte en pionera en el tema del Internet entre las universidades de habla hispana, al ser la primera en conectarse a este servicio de esta zona geográfica. además de que es la responsable de la primera conexión en México a esta red, permitiendo la introducción de las TICS como tal en México, además de crear El Network Information Center - México (NIC-México), quien ha sido la organización encargada de la administración del nombre de dominio territorial.MX, el código de dos letras asignado a cada país según el ISO 3166, el cual es un acuerdo internacional. Entre sus funciones están el proveer los servicios de información y registro para.MX así como la asignación de direcciones de IP y el mantenimiento de las bases de datos respectivas a cada recurso. En febrero de 2009, NIC-México cumplió 20 años de servicio y hasta entonces había logrado 279 000 registros de dominio MX, el cual ha crecido considerablemente en los últimos años.

### Sistema Nacional de Investigadores

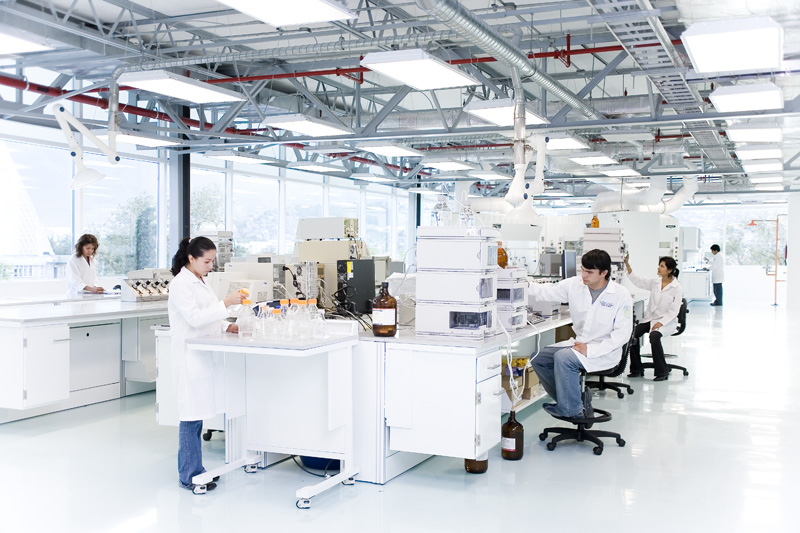
Laboratorios de Investigación del Centro de Biotecnología-FEMSA

Entre universidades mexicanas, el Tecnológico de Monterrey es una de las líderes junto con la UNAM en solicitudes de patente por año desde 2006 y en los últimos años tomó la punta en solicitud de patentes en México. Esto gracias a toda la inversión que se ha dado a la construcción de centros de investigación para graduados y estudiantes donde la práctica es supervisada por los académicos inscritos al Sistema Nacional de Investigadores. Actualmente, el Tecnológico de Monterrey clasifica 11 en número de investigadores en el Sistema Nacional de Investigadores del Consejo Nacional de Ciencia y Tecnología (Conacyt), México, con 262 profesores-investigadores como miembros. De estos, 89 pertenecen a la Rectoría de la Zona Metropolitana de la Ciudad de México.

## Estadísticas estudiantiles
El Tecnológico de Monterrey lleva un registro de estadísticas, al igual que la UNAM y el IPN, con información actualizada al 31 de diciembre de 2013.

### Negocios
- 15% de las empresas más importantes de México son dirigidas por egresados.
- 30% egresados son o han sido socios o dueños de una empresa, a 5 años de su graduación.
- 57% egresados son o han sido socios o dueños de una empresa, a 25 años de su graduación.
- 18% egresados ocupan un puesto directivo, a 5 años de su graduación.
- 65% egresados ocupan un puesto directivo, a 25 años de su graduación.
- 40% egresados estudiaron o estudian un posgrado, a 5 años de su graduación.
- 53% egresados estudiaron o estudian un posgrado, a 25 años de su graduación.
- 1,202 empresas en el modelo de incubación del Tecnológico de Monterrey
- 48 incubadoras constituyen la Red de Incubadoras de Empresas del Tecnológico de Monterrey.
- Empresas de tecnología intermedia: 25
- Empresas de alta tecnología: 8
- 65 incubadoras de microempresas
- 1,515 microempresas atendidas
- 2,905 empresas incubadas se han graduado.
- 1 incubadora virtual
- 16 aceleradoras constituyen la Red de Aceleradoras del Tecnológico de Monterrey.
- 15 Parques Tecnológicos del Tecnológico de Monterrey están funcionando actualmente.
- 6 años de operación de la Red de Parques Tecnológicos (2013)[cita requerida]

El Tecnológico lanza anualmente convocatorias para concursos de emprendimiento, innovación, creación y desarrollo de empresas, con o sin fin social y suelen variar las convocatorias entre propias de la universidad y patrocinadas por terceros, entre las que destacan el Innovate, Network, Create el congreso de innovación y acelerador de empresas más importante de Latinoamérica

### Experiencia internacional
En 1951, un grupo de alumnos realizó el primer viaje de estudios a Europa. De esta manera se iniciaron los intercambios estudiantiles con universidades de otros países que se han vuelto populares hasta el día de hoy y esta universidad se convirtió en una de las que más alumnos tienen participación internacional de todo México e incluyendo asociaciones de exalumnos EXATEC alrededor del mundo por 31 diferentes ciudades internacionales.
- 8,692 alumnos del Tecnológico de Monterrey estudiaron durante un semestre o el verano en universidades extranjeras
- 554 profesores del Tecnológico de Monterrey participaron en proyectos internacionales, cursos de verano, seminarios y congresos en el extranjero
- 4,483 alumnos extranjeros cursaron un semestre o el verano en alguno de los 31 campus
- 368 profesores extranjeros impartieron cursos en alguno de los campus del Tecnológico de Monterrey
- 23% egresados con al menos una experiencia profesional internacional, a 5 años de su graduación
- 31% egresados con al menos una experiencia profesional internacional, a 25 años de su graduación

El Tecnológico de Monterrey se caracteriza por la internacionalización, pues se convierte en la institución mexicana de educación superior y estudios de posgrado que más exporta, al año, alumnado a estudiar en el extranjero (8692; por cada 11 alumnos inscritos en el ITESM, 1 se encuentra en el extranjero), es la segunda institución que más extranjeros recibe, solo después de la UNAM, pero es la que más extranjeros recibe por estudiante (por cada 2 alumnos mexicanos, hay uno extranjero).

## Escuelas especiales

### EGADE Business School

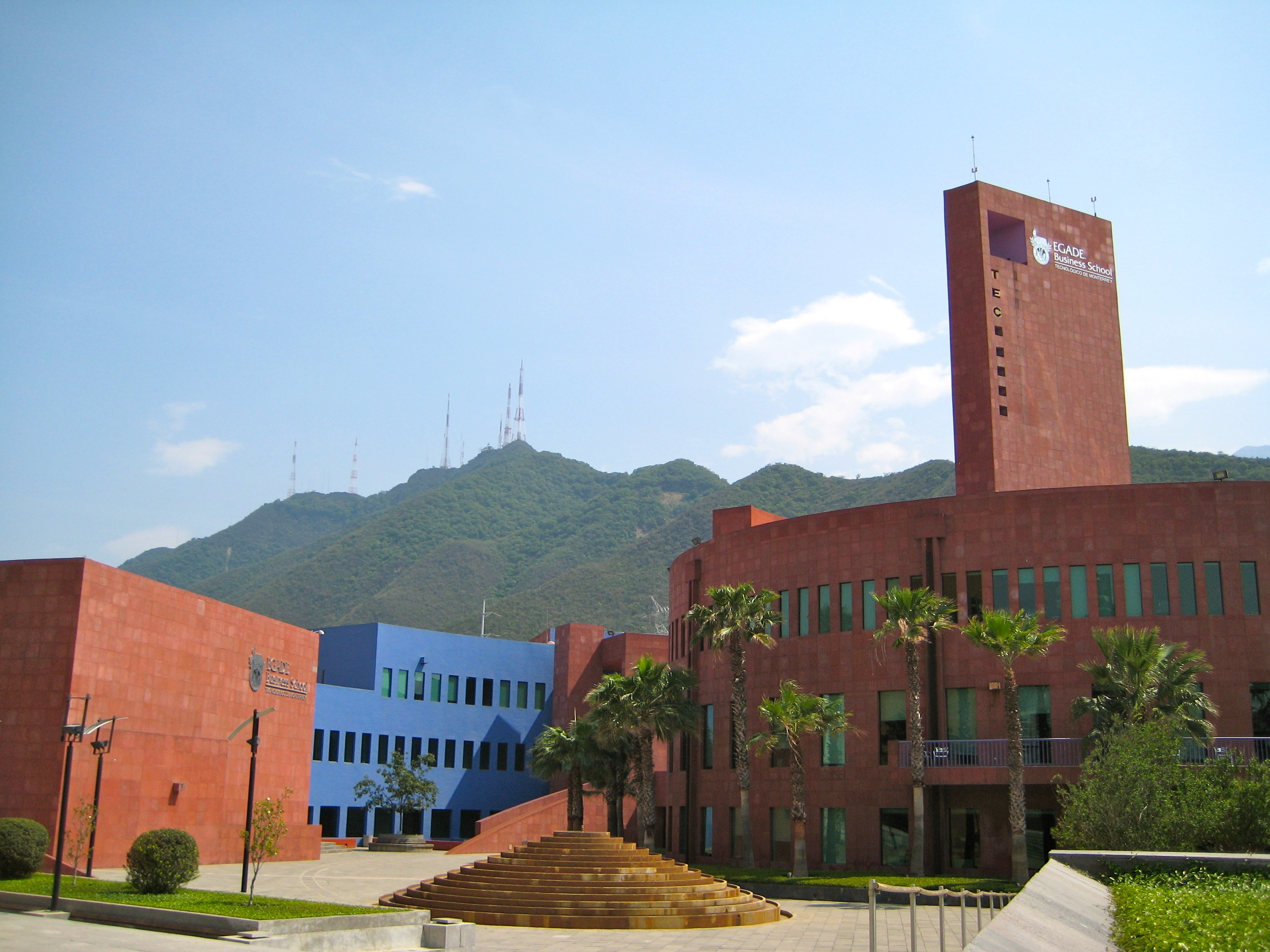
Escuela de Graduados en Administración y Dirección de Empresas

La Escuela de Graduados en Administración y Dirección de Empresas (EGADE) es la escuela de negocios de la institución. Es considerada como la tercera mejor escuela de Negocios de México según el Ranking de la revista Expansión. La EGADE Business School se creó en 1964 en Monterrey. La institución mantiene nueve sitios satelitales en América Latina, más de 1500 sitios de aprendizaje a distancia y siete oficinas enlace extranjeras en: América del Norte, América del Sur, Asia y Europa.

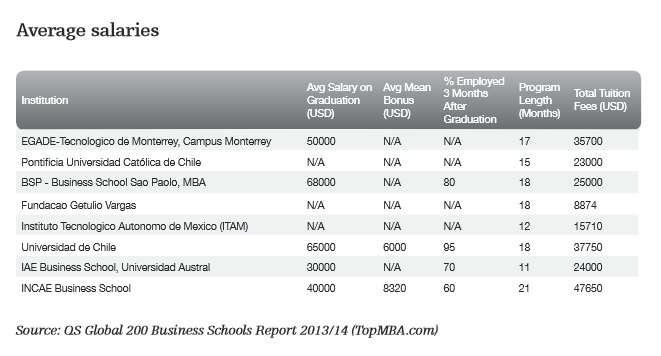
Salaries for MBA graduates.

De entre las mejores escuelas de negocios de Latinoamérica, la EGADE es la escuela con el segundo mejor salario al momento de la graduación, con un promedio aproximado de $4165 USD al mes, que equivale aproximadamente a $79 000 Mx.
En el QS Global 200 Business Schools Report del 2014, la escuela alcanzó el 1.er lugar de América Latina.
La escuela cuenta con la triple acreditación de AACSB (Association to Advance Collegiate Schools of Business) de los Estados Unidos, AMBA (Association of MBAs) de Londres y European Quality Improvement System (EQUIS) de Bruselas, que reconocen la calidad de sus programas de formación a nivel internacional, fue la primera en Latinoamérica en conseguirla a pesar de que hoy en día comparte el reconocimiento con escuelas hermanas como el ITAM.[cita requerida]

### Escuela de Gobierno y Transformación Pública
La Escuela de Gobierno y Transformación Pública es la escuela de gobierno del Tecnológico de Monterrey y se ha consolidado como una opción de excelencia para políticos y personas involucradas en el gobierno. Entre sus egresados se encuentran varios gobernadores de México y varios políticos y gobernantes de América Latina. El Decano de la escuela es Miguel Ángel Santos. En los últimos dos años, se ha desempeñado como profesor visitante de la Práctica de Desarrollo Económico en la London School of Economics (LSE) y director del Growth Co-Lab, una iniciativa conjunta de LSE y Harvard.
La Escuela de Gobierno y Transformación Pública del Tecnológico de Monterrey nació formalmente en el año 2003, impulsada por la necesidad de colaborar con la profesionalización de la administración pública y analizar y plantear políticas públicas para el desarrollo del país. Actualmente tiene dos sedes, Monterrey y Ciudad de México. En Monterrey, la sede se encuentra en el municipio de San Pedro Garza García y en la Ciudad de México en Mixcoac.

### EMIS
En 1977, Ignacio A. Santos - miembro fundador del Consejo de EISAC- donó el Hospital San José al Tecnológico de Monterrey, con lo que se daría inicio a la carrera de médico cirujano dentro de la institución. La carrera se incorporó en agosto de 1978 que se convirtió a lo largo del tiempo en uno de los pilares que popularmente identifican a la institución, por el paso que dio después de la creación de ingenierías como biotecnología o biomedicina.[cita requerida]
En el 2003, el Tecnológico de Monterrey celebró orgullosamente su 60 aniversario, con la inauguración del Centro Internacional para el Aprendizaje Avanzado (CIAP). En el año 2005, el Campus Monterrey inauguró el Centro de Biotecnología FEMSA, un recinto de cinco pisos con laboratorios de alta tecnología, donde se desarrollan actividades relacionadas con las áreas de Ingeniería de Bioprocesos, Biotecnología de Alimentos y Biotecnología Farmacéutica.
La Escuela de Medicina "Ignacio A. Santos" del Tecnológico de Monterrey, Campus Monterrey se fundó en agosto de 1978, con una primera generación de 27 alumnos. Incluye el Hospital San José Tec de Monterrey y el Centro de Innovación y Transferencia en Salud (CITES). La escuela es acreditada por la Asociación Mexicana de Facultades y Escuelas de Medicina, A.C. y por la Southern Association of Colleges and Schools (SACS). Su plan de estudios de medicina está registrado en la Secretaría de Educación Pública y sus programas de adiestramiento clínico de pregrado y postgrado lo están en la Secretaría de Salud.[cita requerida]
Actualmente ofrece las carreras de:
- Licenciado en Psicología Clínica y de la Salud (LPS)
- Licenciado en Biociencias (LBC)
- Licenciado en Nutrición y Bienestar Integral (LNB)
- Médico Cirujano (MC)
- Médico Cirujano Odontólogo (MO)[cita requerida]

Su campo clínico está compuesto por su hospital y varios de salud pública. Además, cuenta con varias rotaciones en hospitales de todo el mundo y convenios con escuelas importantes de los Estados Unidos.[cita requerida]
Hoy en día la EMIS forma parte de TecSalud, Sistema de Salud del Tecnológico de Monterrey. Éste integra servicios clínicos, educativos y de investigación, a través de centros médico-académicos.

## Organización

### Sistema universitario multicampus
Actualmente, los diferentes campus se dividen en las siguientes cinco regiones. Cada región posee un campus que funge como sede regional:
| Región Norte: - Monterrey (sede regional) - Ciudad Juárez - Tampico - Cumbres (PrepaTec) - Eugenio Garza Lagüera (PrepaTec) - Eugenio Garza Sada (PrepaTec) - Santa Catarina (PrepaTec) - Valle Alto (PrepaTec) - Chihuahua - Laguna - Saltillo Región Sur: - Puebla (sede regional) - Cuernavaca - Toluca - Metepec (PrepaTec) - Chiapas - Hidalgo | Región Occidente: - Guadalajara (sede regional) - Navojoa (PrepaTec) - Santa Anita (PrepaTec) - Aguascalientes - Ciudad Obregón - Colima - Sinaloa - Sonora Norte - Zacatecas Región Ciudad de México: - Ciudad de México (sede regional) - Estado de México - Santa Fe - Zona Esmeralda (PrepaTec) | Región Centro: - Querétaro (sede regional) - Morelia - Celaya (PrepaTec) - San Luis Potosí - Irapuato - León |

### Rectores del Sistema Tec
- León Ávalos Vez, director (1943-1947)
- Roberto Guajardo Suárez, director (1947-1951)
- Víctor Bravo Ahuja, rector del Tecnológico de Monterrey (1951-1958)
- Fernando García Roel, rector del Tecnológico de Monterrey (1960-1984)
- Rafael Rangel Sostmann, rector del Tecnológico de Monterrey (1985-2011)
- David Noel Ramírez Padilla (2011 - 2017)
- David Garza Salazar (2017 - 2024)
- Juan Pablo Murra Lascurain (2024 a la fecha)